# Minihy-Tréguier
Minihy-Tréguier är en kommun i departementet Côtes-d'Armor i regionen Bretagne i nordvästra Frankrike. Kommunen ligger i kantonen Tréguier som tillhör arrondissementet Lannion. År 2022 hade Minihy-Tréguier 1 263 invånare.

## Befolkningsutveckling
Antalet invånare i kommunen Minihy-Tréguier
Referens:INSEE